# Taiga Yokochi
Taiga Yokochi (japanisch 横地 大雅 Yokochi Taiga; * 1. Oktober 2000) ist ein japanischer Hürdenläufer, der sich auf die 110-Meter-Distanz spezialisiert hat.

## Sportliche Laufbahn
Erste internationale Erfahrungen sammelte Taiga Yokochi im Jahr 2023, als er bei den Asienmeisterschaften in Bangkok in 13,59 s den fünften Platz über 110 m Hürden belegte. Anschließend erreichte er bei den Weltmeisterschaften in Budapest das Halbfinale und schied dort mit 14,93 s aus.

## Persönliche Bestleistungen
- 110 m Hürden: 13,33 s (+0,9 m/s), 29. Juli 2023 in Fukui
  - 60 m Hürden (Halle): 7,70 s, 12. März 2022 in Osaka